# Feld am See
Feld am See osztrák község Karintia Villachvidéki járásában. 2016 januárjában 1124 lakosa volt. 

## Elhelyezkedése

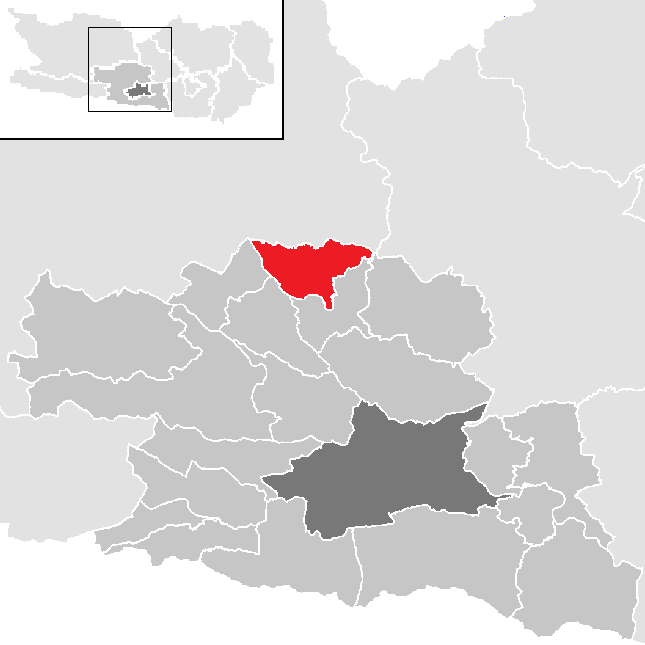
Feld am See a Villachvidéki járásban

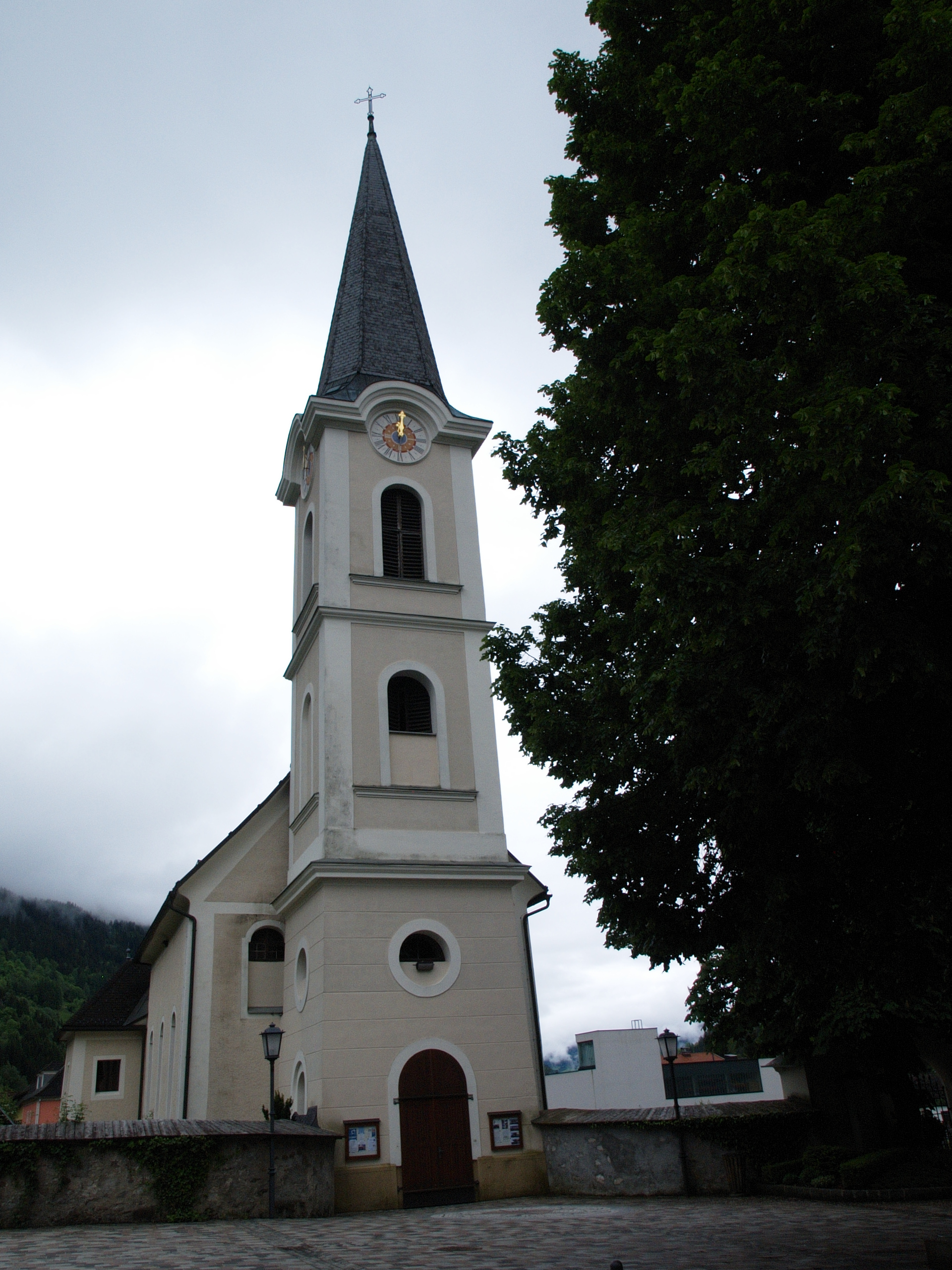
Az evangélikus templom

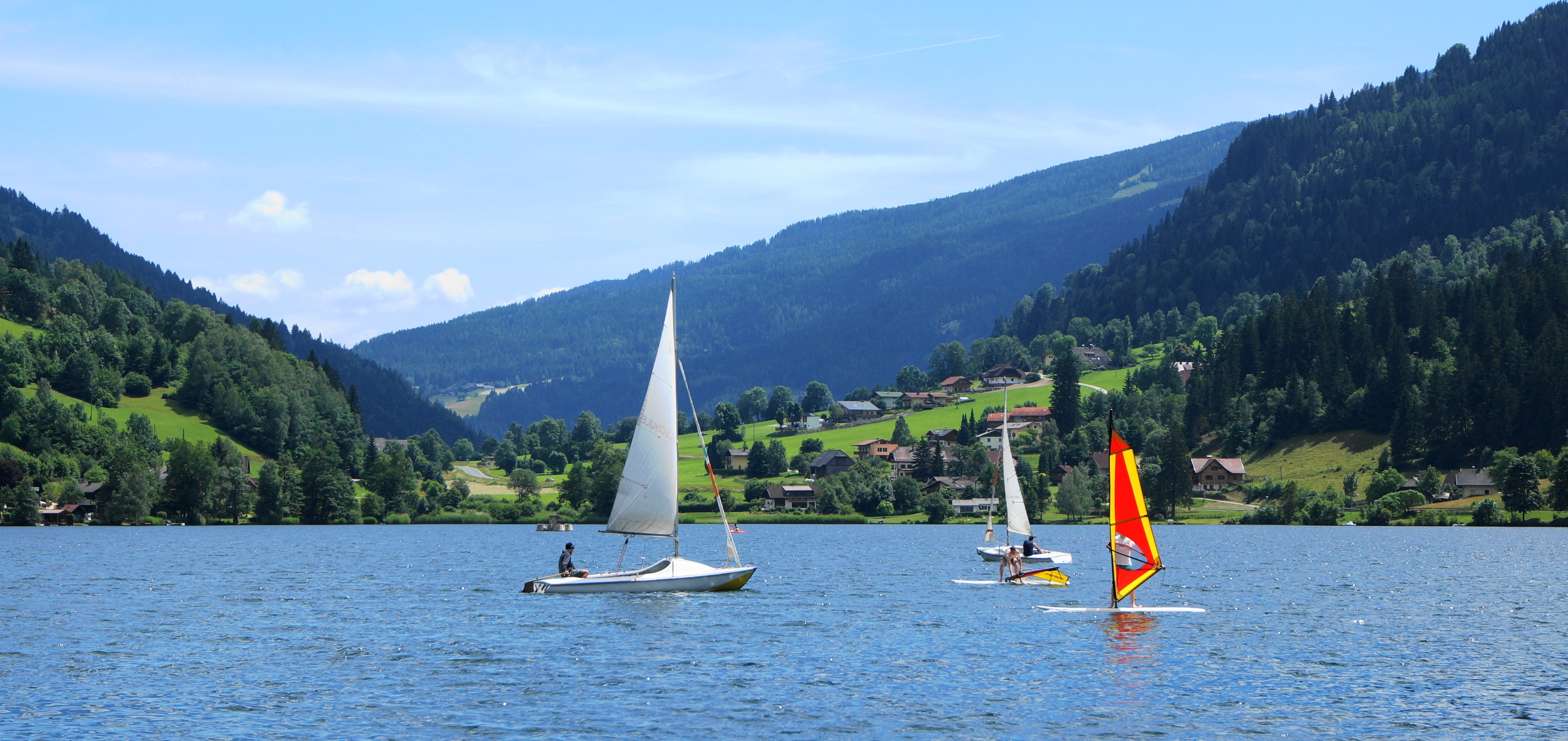
A Brennsee

Feld am See Karintia középső részén fekszik a Gegendtal völgyében, a Nockberge-hegységben. Nyugaton a 2110 m-es Mirnock, keletről a 2145 m magas Wöllaner Nock (utóbbi már nem tartozik a község területéhez) hegyei fogják közre. Nagyobb állóvizei a Brennsee (vagy Feldsee) és az Afritzi-tó. Az önkormányzat nyolc falut és egyéb településrészt fog össze: Erlach (66 lakos), Feld am See (707), Feldpannalpe (4), Klamberg (61), Rauth (209), Schattseite (20), Untersee (22), Wiesen (50).
A környező települések: délkeletre Afritz am See, délnyugatra Fresach, nyugatra Ferndorf, északnyugatra Radenthein, északkeletre Bad Kleinkirchheim.

## Története
A Gegendtal csak a középkor közepe táján népesült be, neve először 1308-ban bukkan fel az írásos forrásokban. A völgy napos oldalán 1300 körül irtották ki az erdőt és telepedtek meg az emberek. Ekkor még Rauth volt a legnagyobb falu a mai önkormányzat területén. Neve német nyelvű telepesekre utal (reuten=erdőt irtani). 
Feld falu csak a 18. században jött létre a Brennsee partján. A tó a nevét az 1632-ben alapított Brenn pálinkafőzdéről és kocsmáról kapta. 1787-ben megépült a protestáns templom, 1851-ben pedig a népiskola. A 19. század végétől fejlődésnek indult a turizmus. 
Feld önkormányzata 1850 alakult meg. Neve 1921-ben Feld am See-re változott. Az 1973-as közigazgatási reform során egyesítették a szomszédos Afritz-cal Feld am See–Afritz néven, de egy 1990-es népszavazást követően a két község ismét szétvált. 

## Lakossága
A Feld am See-i önkormányzat területén 2016 januárjában 1124 fő élt, ami némi csökkenést jelent a 2001-es 1154 lakoshoz képest. Akkor a helybeliek 97,3%-a volt osztrák állampolgár. 66% evangélikusnak, 27,5% római katolikusnak, 0,8% mohamedánnak, 5,1% pedig felekezet nélkülinek vallotta magát.

## Látnivalók
- az 1787-ben épült evangélikus templom. Tornya 1852-ből való
- az 1960-ban épült Szt. József katolikus templom
- Mirnockriese, egy mesebeli óriás kőszobra, Feld am See egyik jelképe
- alpesi vadaspark és múzeum

## Testvértelepülések
- Wilhermsdorf, Németország

## Fordítás
- Ez a szócikk részben vagy egészben  a   Feld am See című német Wikipédia-szócikk ezen változatának fordításán alapul.  Az eredeti cikk szerkesztőit annak laptörténete sorolja fel. Ez a jelzés csupán a megfogalmazás eredetét és a szerzői jogokat jelzi, nem szolgál a cikkben szereplő információk forrásmegjelöléseként.